# Стейт Фарм Стейдиъм
Стейт Фарм Стейдиъм (на английски: State Farm Stadium) е стадион за американски футбол, намиращ се в Глендейл, Аризона, САЩ. До 2018 година стадионът се казва „Юнивърсити ъф Финикс Стейдиъм“.